# Лазо Ангеловски
Лазо Ангеловски е гръцки партизанин и деец на Славяномакедонския народоосвободителен фронт и Народоосвободителния фронт.

## Биография
Роден е на 10 август 1925 година в преспанското село Граждено. Завършва основното си образование в гръцка гимназия в Лерин, където постоянно е наричан „българин“ от съучениците си. Участва в дейността на ЕПОН в Гражден до окупацията на Гърция от силите на оста. Заминава за Битоля през 1944 година и там изкарва курсове по литературен македонски и става учител в село Брайчино. По-късно става член на Комитета за народна просвета в Министерството на просветата на Народна република Македония. От 1947 се завръща в Егейска Македония и се включва в ДАГ. Влиза в Главния комитет на НОФ за Леринско. Организира курсове за учители на македонците „Гоце Делчев“. В началото на август е пленен от гръцки правителствени войски близо до село Буф. Убит е на 18 август 1948 година в Лерин, влачен от военен джип. Според друга версия е отведен в Атина, където е разстрелян.